# Hindmarsh Stadium
 (avril 2025).
Pour les articles homonymes, voir Hindmarsh.
Le Hindmarsh Stadium est un stade de football à multi-usages, principalement utilisé pour les rencontres de football.
Il est basé dans la banlieue d'Adélaïde (Australie-Méridionale) à Hindmarsh et a une capacité d'accueil de 17 000 spectateurs. Il a été construit en 1960 et accueille les rencontres à domicile du Adelaide United.

## Histoire
Ce stade a accueilli plusieurs rencontres lors de deux phases finales de la Coupe du monde de football des moins de 20 ans, en 1981 et 1993. Il a également été utilisé lors de plusieurs rencontres du deuxième tour de la Coupe d'Océanie de football 2004.

## Évènements
- Coupe d'Océanie de football 2004
- Coupe d'Asie féminine de football 2006
- Coupe du monde féminine de football 2023